# Nishikawa Sukenobu
En aquest nom japonès, el cognom és Nishikawa.

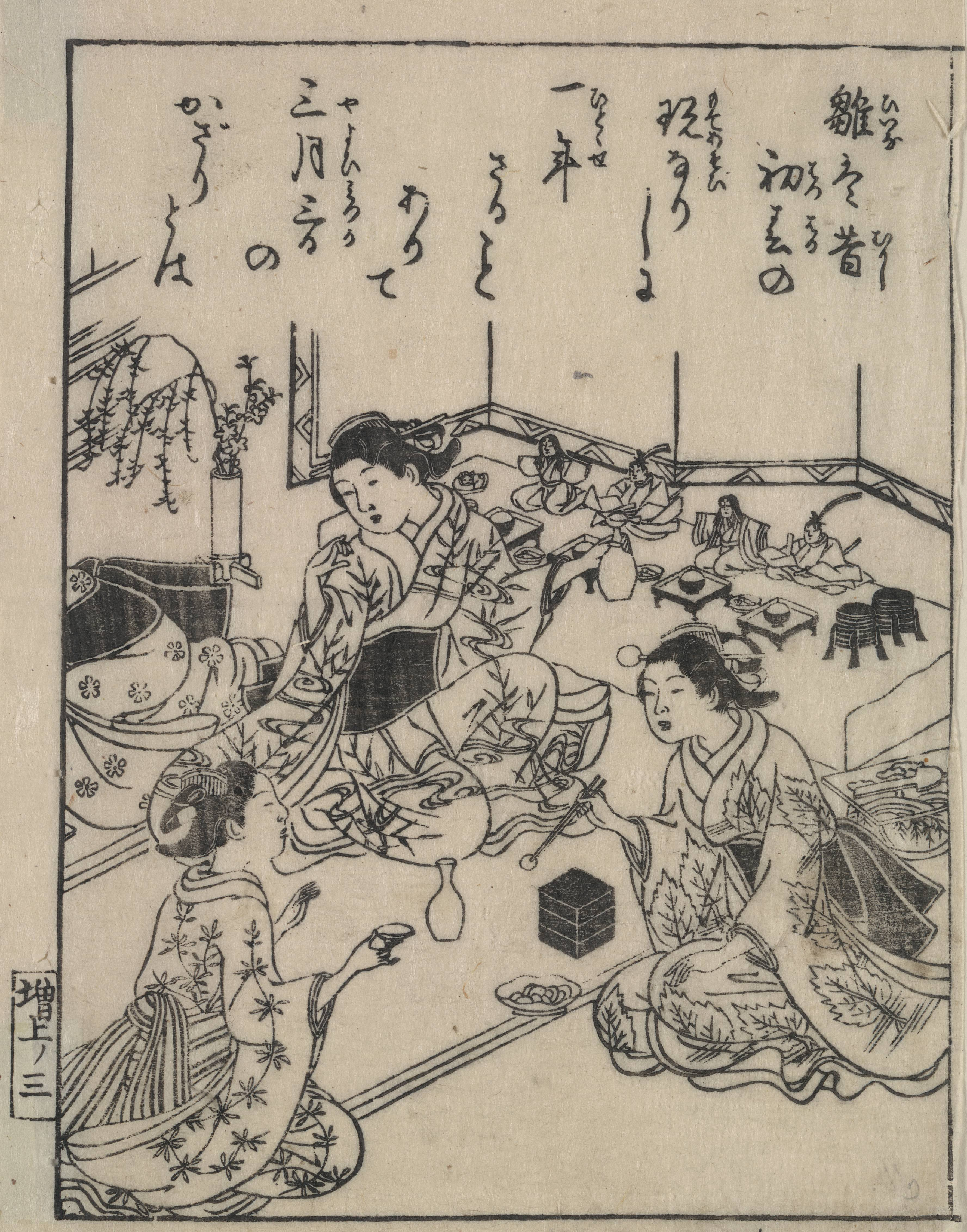
La cerimònia de les nines

Nishikawa Sukenobu (japonès: 西川祐信, Nishikawa Sukenobu 1671 – 1750), sovint anomenat simplement "Sukenobu", va ser un gravador japonès de Kyoto. Era inusual que un artista d'ukiyo-e fos de la capital imperial de Kyoto. Va fer gravats d'actors, però la seva notorietat li ve de les seves obres referents a dones. El seu Hyakunin joro shinasadame (100 dones que aprecien), publicat en dos volums el 1723, representava dones de totes les classes, des de l'emperadriu fins a prostitutes, i va rebre una resposta favorable.